# Desoutter Tools

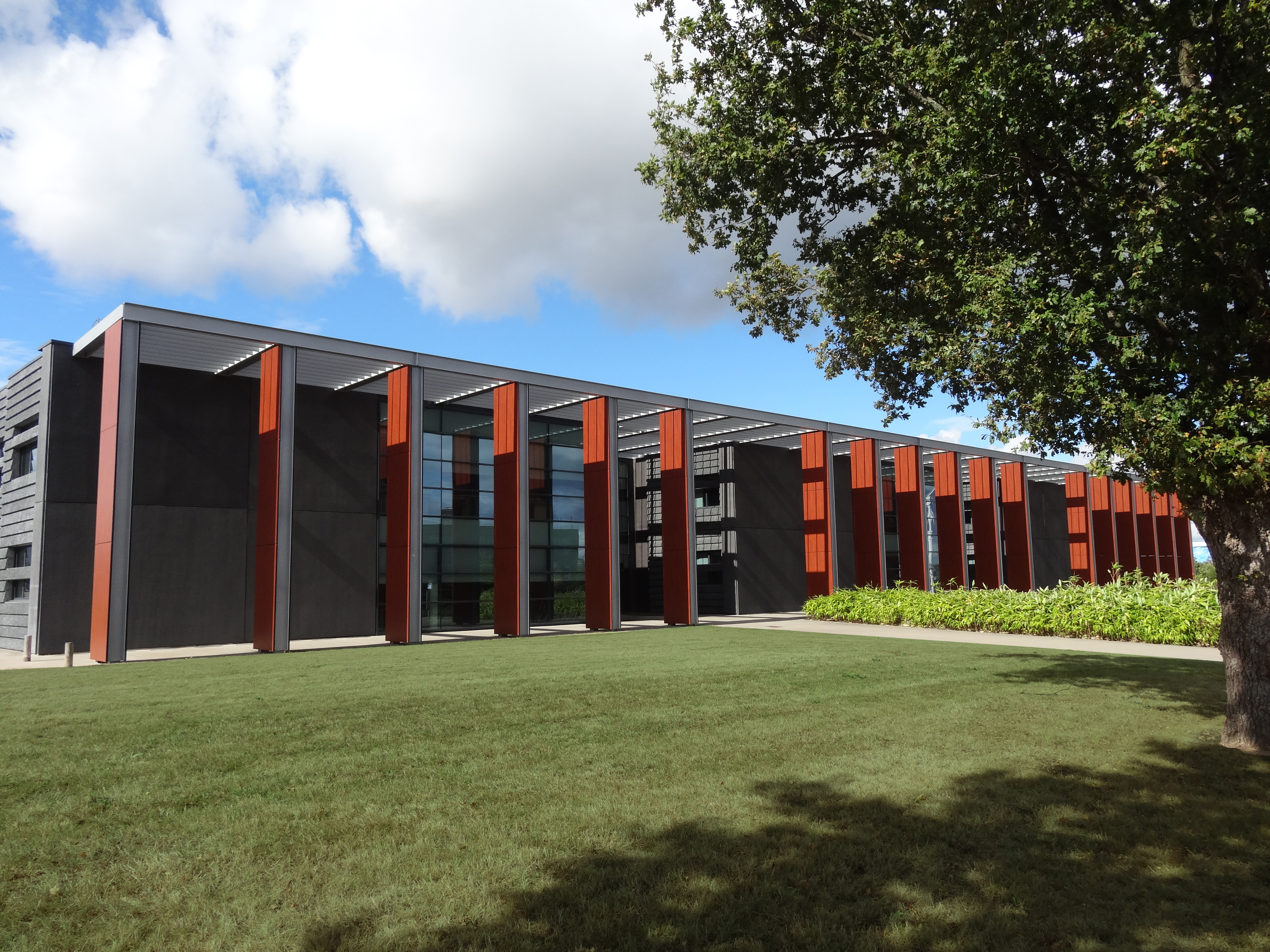
Siège de Desoutter Tools à Saint-Herblain, 2012

Desoutter Industrial Tools est un fabricant industriel d’outils d’assemblage pneumatiques et électriques, fondé en 1914 et basé en France. Ses produits et services sont vendus dans plus de 170 pays à travers 20 centres clients. Desoutter Tools opère dans différents domaines, notamment les secteurs de l’aérospatiale, de l’automobile, de l’assemblage léger, des véhicules lourds et hors route et de l’industrie générale.
L’entreprise a acquis différentes sociétés au fil du temps, notamment les Français Georges Renault en 1989 et Seti-Tec en 2011, l’Américain Tech-motive en 2005 et le Suisse Scan Rotor en 2004.

## Histoire

### Origine
Marcel Desoutter, un des cinq frères de la famille Desoutter, était aviateur. Après avoir perdu une jambe lors d’un crash aérien, il a été équipé d’une prothèse en bois qui lui était désagréable. Son frère Charles l’a alors aidé à retrouver sa mobilité en concevant un nouveau prototype de jambe artificielle, en duralium. La toute première jambe en métal était née. Plus légère et facile à déplacer qu’un modèle en bois, cette prothèse a permis à Marcel de piloter à nouveau l’année suivante.
Cette innovation a suscité l’intérêt d’autres personnes à la recherche d’une jambe artificielle plus légère, ce qui aboutit à la création de la Desoutter Company, une société dirigée par Marcel Desoutter.

### De la medecine aux outils industriels
Dès sa création, Desoutter a dû concevoir des outils pneumatiques spécifiques pour garantir le bon perçage des composants en aluminium des membres artificiels.
Après des années à s’adapter aux différentes évolutions de sa production, l’entreprise a acquis une telle expertise dans le domaine de l’outillage qu’elle a décidé d’en faire sa principale activité dans les années 1950.

### Logo
L’idée de base pour ce symbole est attribuée à Charles Cunliffe, qui a dirigé le service publicitaire de Desoutterpendant plusieurs années après la Seconde Guerre mondiale. Pendant cette période, l’entreprise connaît une forte croissance, notamment grâce au développement d’une nouvelle gamme de produits. Son lancement s’est accompagné d’une campagne publicitaire originale, qui représentait des personnages en bleu de travail avec des têtes de chevaux.
Ce concept de chevaux a été repris dans de nombreuses publicitaires de la marque pendant une vingtaine d’années. Le conseil d’administration de l’époque a été jusqu’à décréter qu’il était l’incarnation même de l’identité de l’entreprise.
En 1973, la tête de cheval a été combinée au logo manuscrit de Desoutter, qui est une reproduction de la signature de Louis Albert Desoutter,, un des fondateurs de la compagnie.
Pour fêter le centenaire de la marque, cet emblème a récemment acquis une apparence plus contemporaine.

## Pour aller plus loin
- Flight magazine, 29 March 1913
- Flight magazine, 2 May 1929
- Flight magazine, 25 April 1952 (Obituary)
- Jackson, A J. British Civil Aircraft since 1919 Volume 2. Putnam, 1973
- Oxford Dictionary of National Biography, Volume15. Oxford University Press, 2004